# Chudobaïta
La chudobaïta és un mineral de la classe dels arsenats, que pertany al grup de l'ondrušita. Rep el seu nom del mineralogista alemany Karl Franz Chudoba (1898-1976).

## Característiques
La chudobaïta és un arsenat de fórmula química Mg₅(AsO₄)₂(AsO₃OH)₂(H₂O)₈·₂H₂O. Cristal·litza en el sistema triclínic. La seva duresa a l'escala de Mohs es troba entre 2,5 i 3. És l'anàleg amb magnesi de la geigerita.
Segons la classificació de Nickel-Strunz, la chudobaïta pertany a «08.CE: Fosfats sense anions addicionals, amb H₂O, només amb cations de mida mitjana, RO₄:H₂O sobre 1:2,5» juntament amb els següents minerals: geigerita, newberyita, brassita, fosforrösslerita, rösslerita, metaswitzerita, switzerita, lindackerita, ondrušita, veselovskýita, pradetita, klajita, bobierrita, annabergita, arupita, barićita, eritrita, ferrisimplesita, hörnesita, köttigita, manganohörnesita, parasimplesita, vivianita, pakhomovskyita, simplesita, cattiïta, koninckita, kaňkita, steigerita, metaschoderita, schoderita, malhmoodita, zigrasita, santabarbaraïta i metaköttigita.

## Formació i jaciments
Va ser descoberta l'any 1960 a la mina Tsumeb, a la regió d'Otjikoto, Namíbia. També ha estat descrita a la mina Torrecillas, a Salar Grande (Regió de Tarapacá, Xile). Sol trobar-se associada a altres minerals com: conicalcita, adamita, olivenita, ferrilotharmeyerita i calcocita.